# Ute Gerhard (Soziologin)

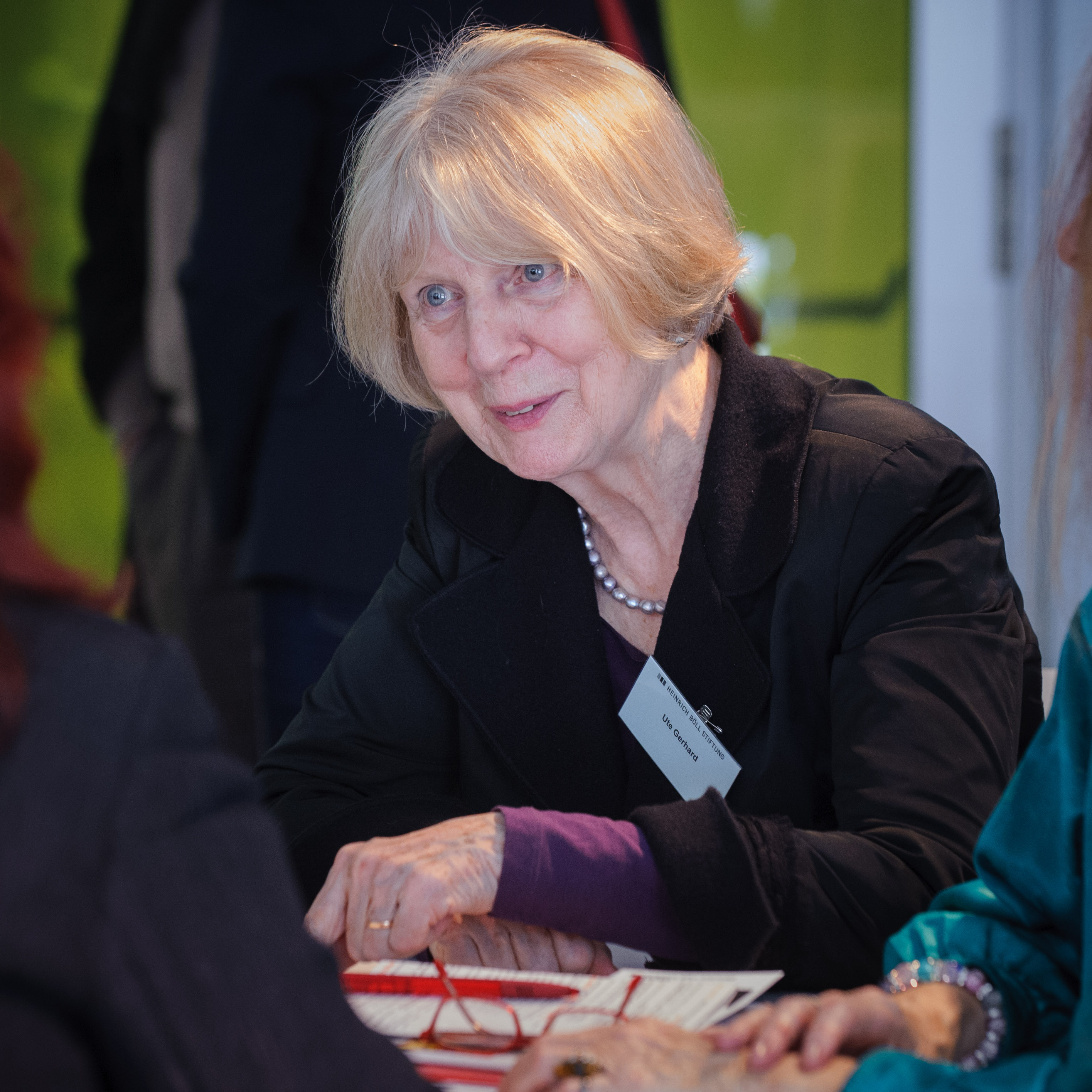
Ute Gerhard, 2013

Ute Gerhard (geboren 1939 in Köln) ist eine deutsche Soziologin, Juristin und Professorin emerita der Johann Wolfgang Goethe-Universität Frankfurt am Main. Sie war die erste Inhaberin eines Lehrstuhls für Frauen- und Geschlechterforschung an einer deutschen Universität.

## Berufliche Entwicklung
Ute Gerhard studierte Rechtswissenschaften, Soziologie und Geschichtswissenschaft in Köln, Göttingen und Bonn. 1962 legte sie ihr erstes juristisches Staatsexamen ab. Nach der Geburt und Betreuung ihrer drei Töchter promovierte sie 1977 zum Dr. phil. an der Universität Bremen mit der Dissertation Verhältnisse und Verhinderungen. Frauenarbeit, Familie und Rechte. 1987 habilitierte sie sich mit der Schrift Gleichheit ohne Angleichung. Frauen im Recht an der Fakultät für Geistes- und Sozialwissenschaften der Universität Hannover.
Von 1987 bis zur Emeritierung 2004 war sie Professorin für Soziologie und Direktorin des Cornelia Goethe Centrums für Frauenstudien und die Erforschung der Geschlechterverhältnisse an der Universität Frankfurt, das auf ihre Initiative 1997 gegründet worden war. 1999 hatte sie die Käthe-Leichter-Gastprofessur an der Universität Wien und 2002 die Carl Schurz Memorial Professorship an der University of Wisconsin–Madison inne. Ihre Forschungsschwerpunkte waren Geschichte und Theorie des Feminismus, Frauen und Recht, Sozialpolitik und allgemeine Rechtssoziologie. Ute Gerhard war von 2003 bis 2009 Präsidentin der Evangelischen Aktionsgemeinschaft für Familienfragen (eaf).
Sie publiziert zu historischen und aktuellen Themen der Frauenbewegungen und feministischer Theorien und zählt zu den Mitbegründerinnen der Fachzeitschrift Feministische Studien, deren Beirat sie angehört. Von 1995 bis zum Jahr 2012 war sie Mitherausgeberin der Zeitschrift L’Homme. Europäische Zeitschrift für Feministische Geschichtswissenschaft.

## Veröffentlichungen (Auswahl)
- Verhältnisse und Verhinderungen. Frauenarbeit, Familie und Rechte der Frauen im 19. Jahrhundert. Suhrkamp, Frankfurt 1978.
- Auf Kosten von Frauen. Beltz, Weinheim/ Basel 1988.
- Gleichheit ohne Angleichung: Frauen im Recht. C.H. Beck, München 1990.
  - Engl.: Debating women's equality: toward a feminist theory of law from a European perspective. Rutgers Univ. Press 2001.
- Unerhört. Die Geschichte der deutschen Frauenbewegung. Rowohlt, Reinbek 1990.
- Frauen in der Geschichte des Rechts. Von der Frühen Neuzeit bis zur Gegenwart. C.H. Beck, München 1997.
- Atempause. Feminismus als demokratisches Projekt. Fischer, Frankfurt 1999.
- als Hrsg.: Feminismus und Demokratie: europäische Frauenbewegungen der 1920er Jahre. Helmer Verlag, Königstein 2001.
- Frauenbewegung und Feminismus. Eine Geschichte seit 1789. C.H. Beck, München 2009. 4. Aufl. 2020 ISBN 978-3-406-75810-2
- mit Petra Pommerenke und Ulla Wischermann (Hrsg.): Klassikerinnen feministischer Theorie: Grundlagentexte. Band 1: 1789–1919. Helmer Verlag, Königstein 2008, ISBN 978-3-89741-242-2
- mit Ulla Wischermann, Susanne Rausche (Hrsg.): Klassikerinnen feministischer Theorie: Grundlagentexte. Band 2: 1920–1985. Helmer Verlag, Königstein 2010.

- Für eine andere Gerechtigkeit : Dimensionen feministischer Rechtskritik. Campus Verlag, Frankfurt 2018, ISBN 978-3-593-50836-8
- Frauenbewegungen des 19. Jahrhunderts. W. Kohlhammer Verlag, Stuttgart 2020, ISBN 978-3-17-039638-8

Autobiografie
- Wie ich Soziologin wurde – eine Rekonstruktion. In: Ulrike Vogel (Hrsg.): Wege in die Soziologie und die Frauen- und Geschlechterforschung. Autobiographische Notizen der ersten Generation von Professorinnen an der Universität. VS Verlag für Sozialwissenschaften, Wiesbaden 2006, ISBN 3-531-90078-1, S. 50–59.

## Auszeichnungen
- 1996: Ehrenplakette der Stadt Frankfurt am Main
- 1997: Hessischer Kulturpreis für Wissenschaftsvermittlung
- 2001: Bundesverdienstkreuz am Bande[4]
- 2002: Christa-Hoffmann-Riem-Preis[5]